# St. Johannes Baptist (Steingaden)

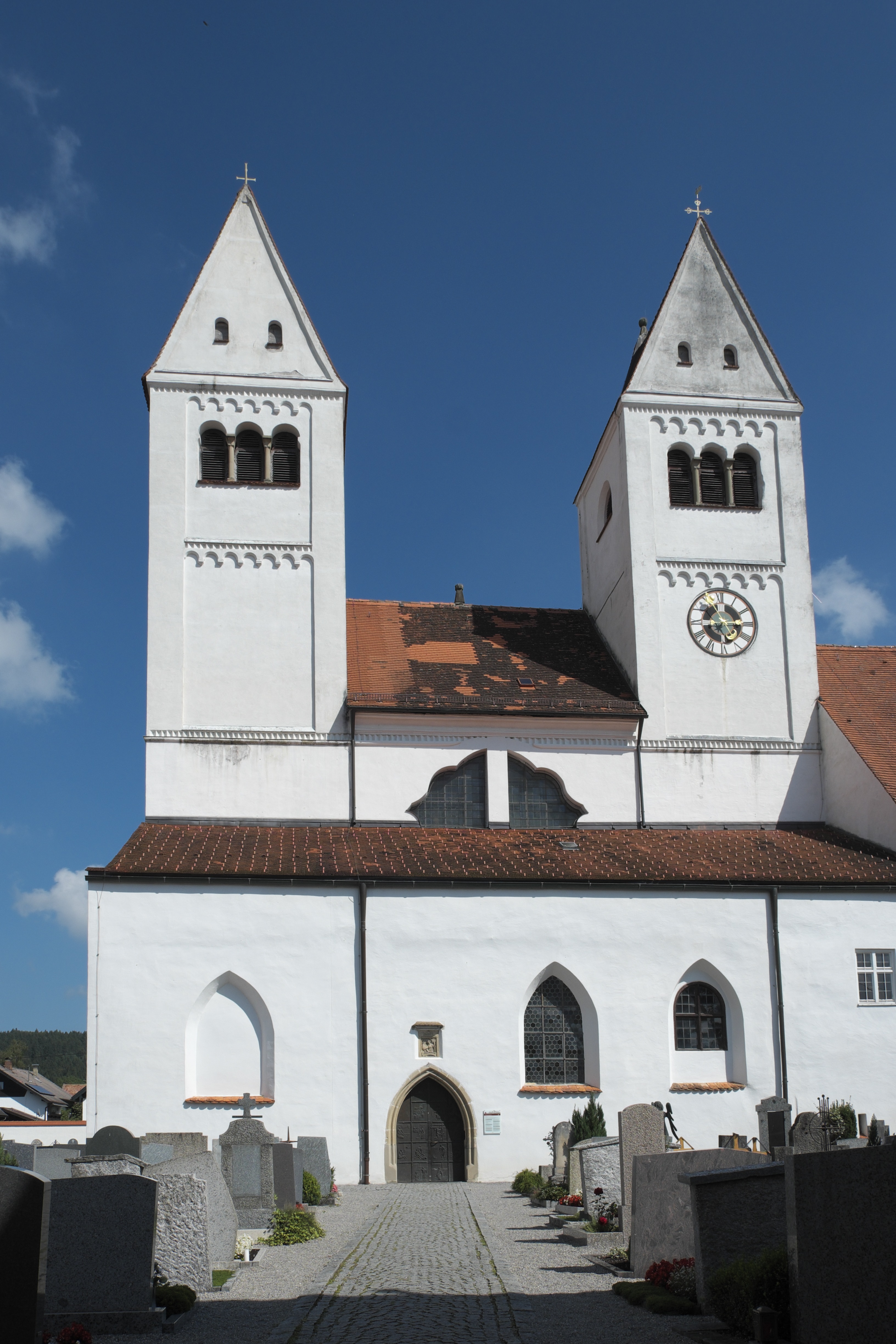
Westfassade mit Vorhalle

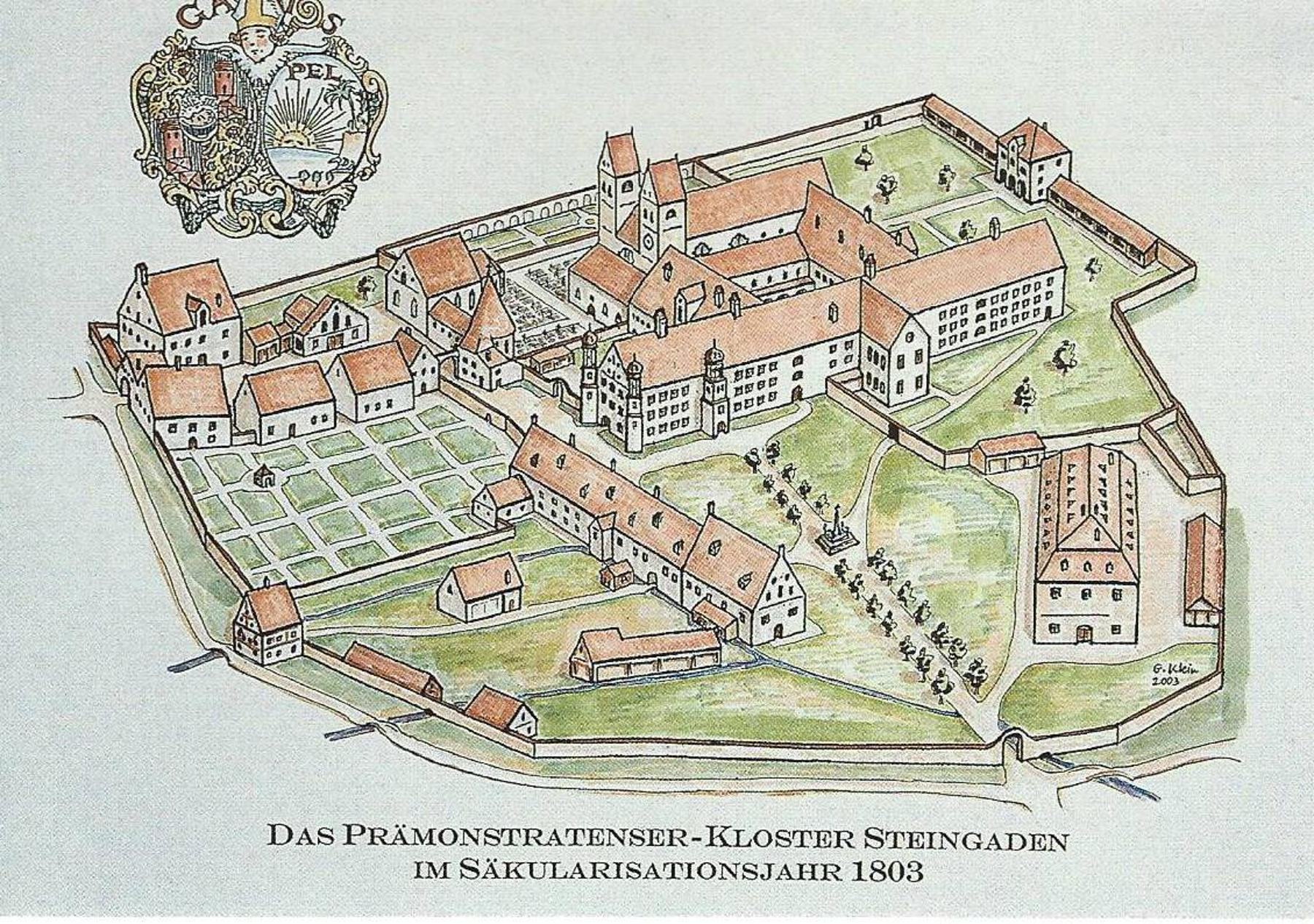
Kloster Steingaden 1803

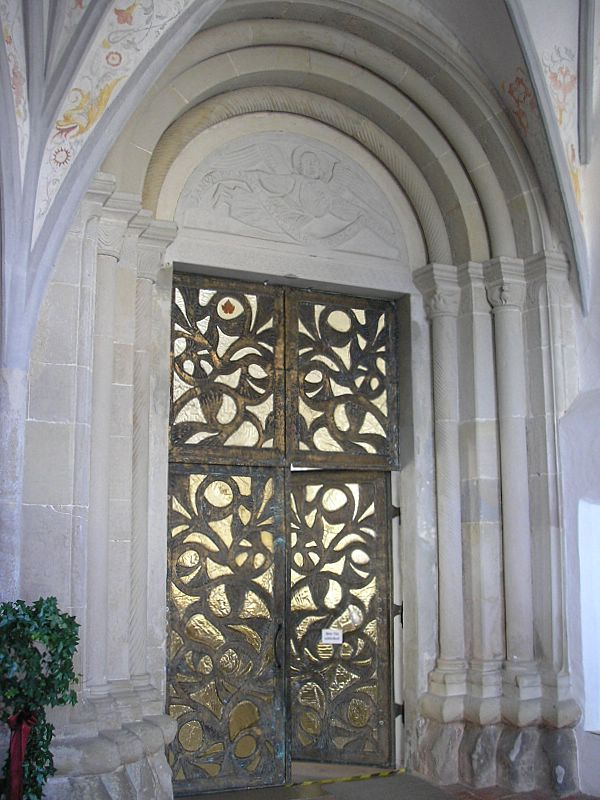
Romanisches Westportal

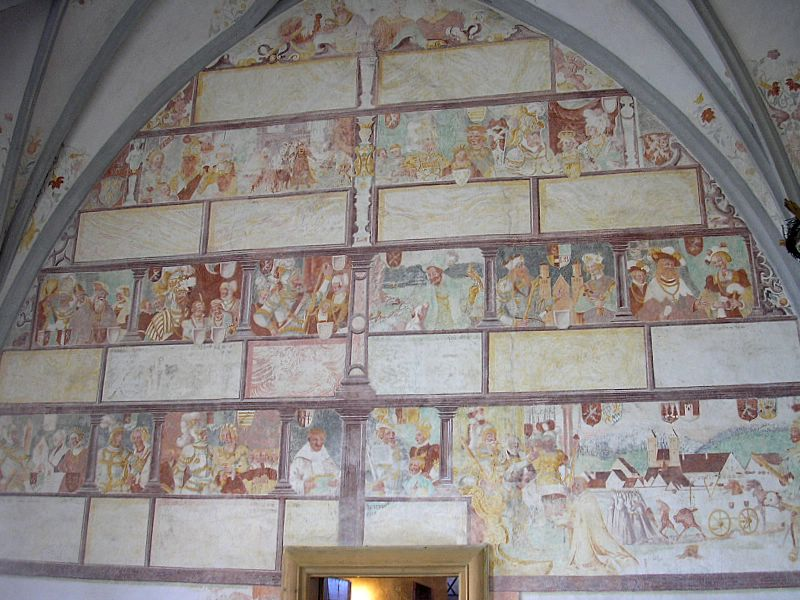
„Welfengenealogie“ in der Vorhalle

Die ehemalige Prämonstratenser-Stiftskirche St. Johannes Baptist ist seit der Säkularisation des Klosters Steingaden katholische Pfarrkirche von Steingaden im Landkreis Weilheim-Schongau in Oberbayern (Bistum Augsburg). Die als Welfenmünster bekannte Kirche ist eine romanische Basilika, die im 17. und 18. Jahrhundert barockisiert wurde und heute als eine der bedeutendsten Sehenswürdigkeiten des Pfaffenwinkels gilt.

## Geschichte

### Mittelalter
Das Prämonstratenserkloster Steingaden wurde 1147 von Markgraf Welf VI. von Tuszien, einem Sohn von Herzog Heinrich dem Schwarzen, vor seinem Aufbruch zum Kreuzzug als Hauskloster und Grablege der Welfen gegründet und von Prämonstratenser-Chorherren aus dem Stift Rot an der Rot besiedelt. Seit 1055 spielte das Gebiet am oberen Lech eine wichtige Rolle in der welfischen Hausmachtspolitik. Zu seinem Schutz entstanden die Burgen auf dem Schlossberg bei Peiting und die Veste bei Alt-Schongau (Altenstadt). 1073 hatte bereits sein Großvater Welf IV. das Nachbarkloster Rottenbuch gegründet, das rasch zu einem bedeutenden Augustinerchorherrenstift aufstieg.
Die unter das Patrozinium des hl. Johannes Baptist gestellte romanische Klosterkirche wurde 1176 geweiht und ist noch weitgehend unter den späteren Überformungen erkennbar. Abt Caspar Suiter ließ den Bau von 1470 bis 1491 im spätgotischen Stil umgestalten und fügte die Vorhalle hinzu. Auch der romanische Kreuzgang wurde bei dieser Gelegenheit eingewölbt.

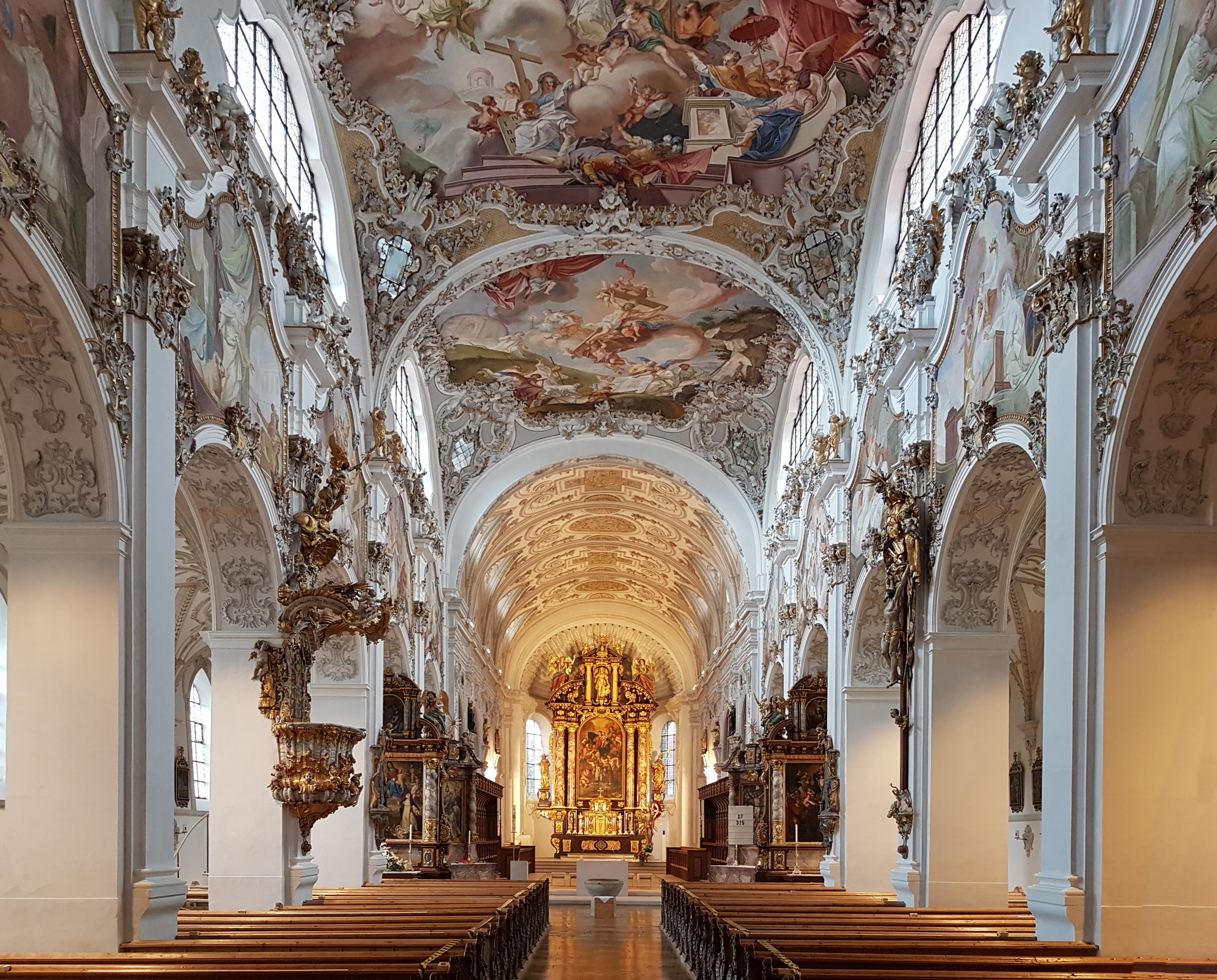
Innenansicht nach Osten

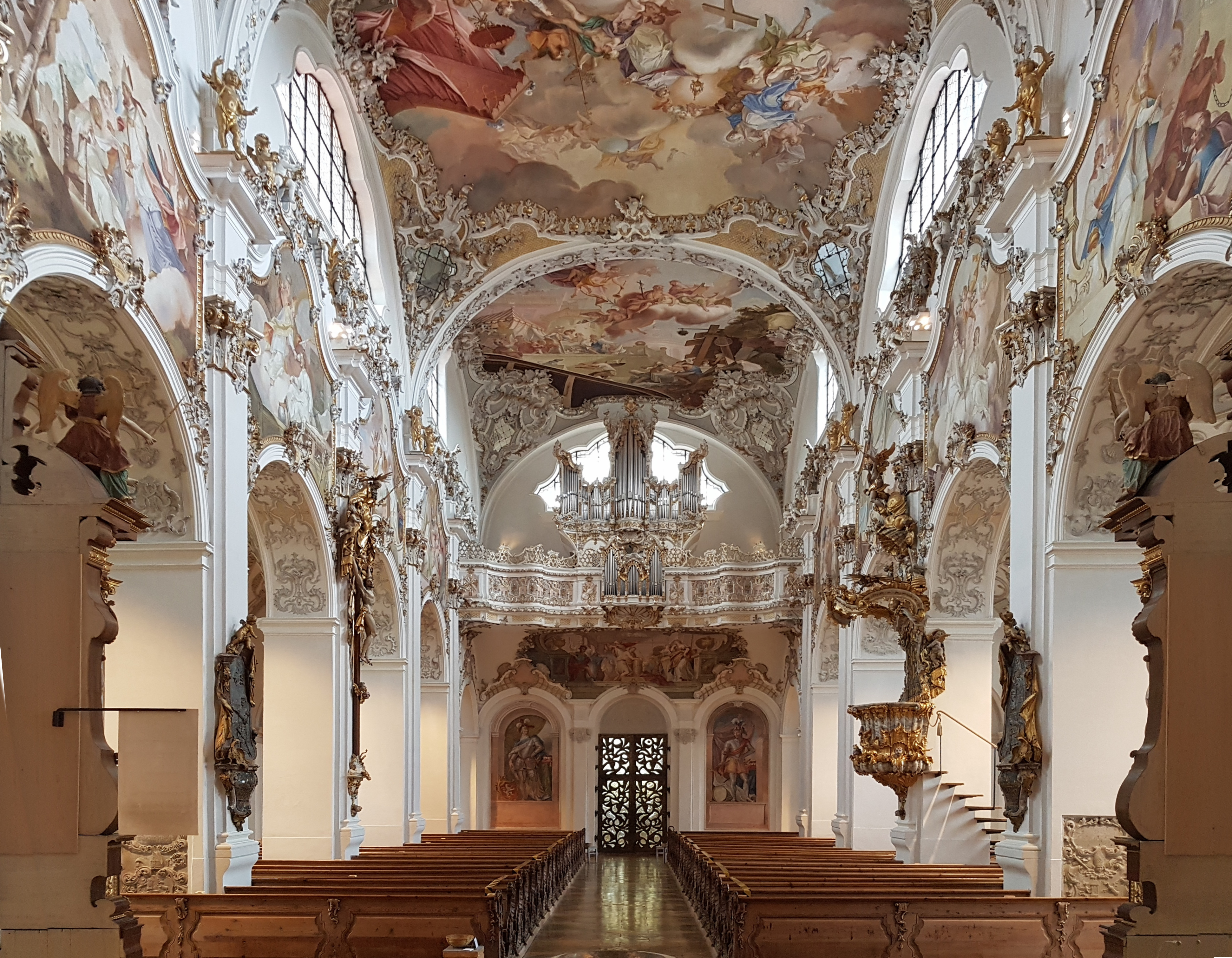
Innenansicht nach Westen

### Frühe Neuzeit und 19. Jahrhundert
Im Bauernkrieg plünderten und brandschatzten die Aufständischen das Kloster. 1530 begann Abt Johannes Dimpt mit der Wiederherstellung in modernen Renaissanceformen. 1600 ergänzte man die Kirche mit einigen Freskenzyklen. Erhalten blieb hiervon nur die „Welfengenealogie“ in der Vorhalle.
Im Dreißigjährigen Krieg kam es 1646 zur erneuten Zerstörung, der Wiederaufbau wurde 1663 abgeschlossen. Zur Sechshundertjahrfeier im Jahr 1747 beschloss der Konvent gegen 1740 die Neuausstattung des Kirchenraumes in aktuellen Rokokoformen. Die Arbeiten waren 1750 abgeschlossen.
Die Säkularisation des Klosters 1803 bedrohte auch das „Welfenmünster“. Während die meisten Klostergebäude abgerissen wurden, konnte das Gotteshaus zur Pfarrkirche umgewidmet werden und blieb so erhalten.

### Renovierungen und Sanierungen seit dem 20. Jahrhundert
Von 1955 bis 1960 erfolgte eine gründliche Innen- und Außenrenovierung durch die Gemeinde. Weitere Sanierungsmaßnahmen dauerten von 1967 bis 1993. Eine weitere Renovierung gab es von Februar 2017 bis Oktober 2019.
Dabei wurden einige Fehler vorangegangener Renovierungen korrigiert.

## Architektur

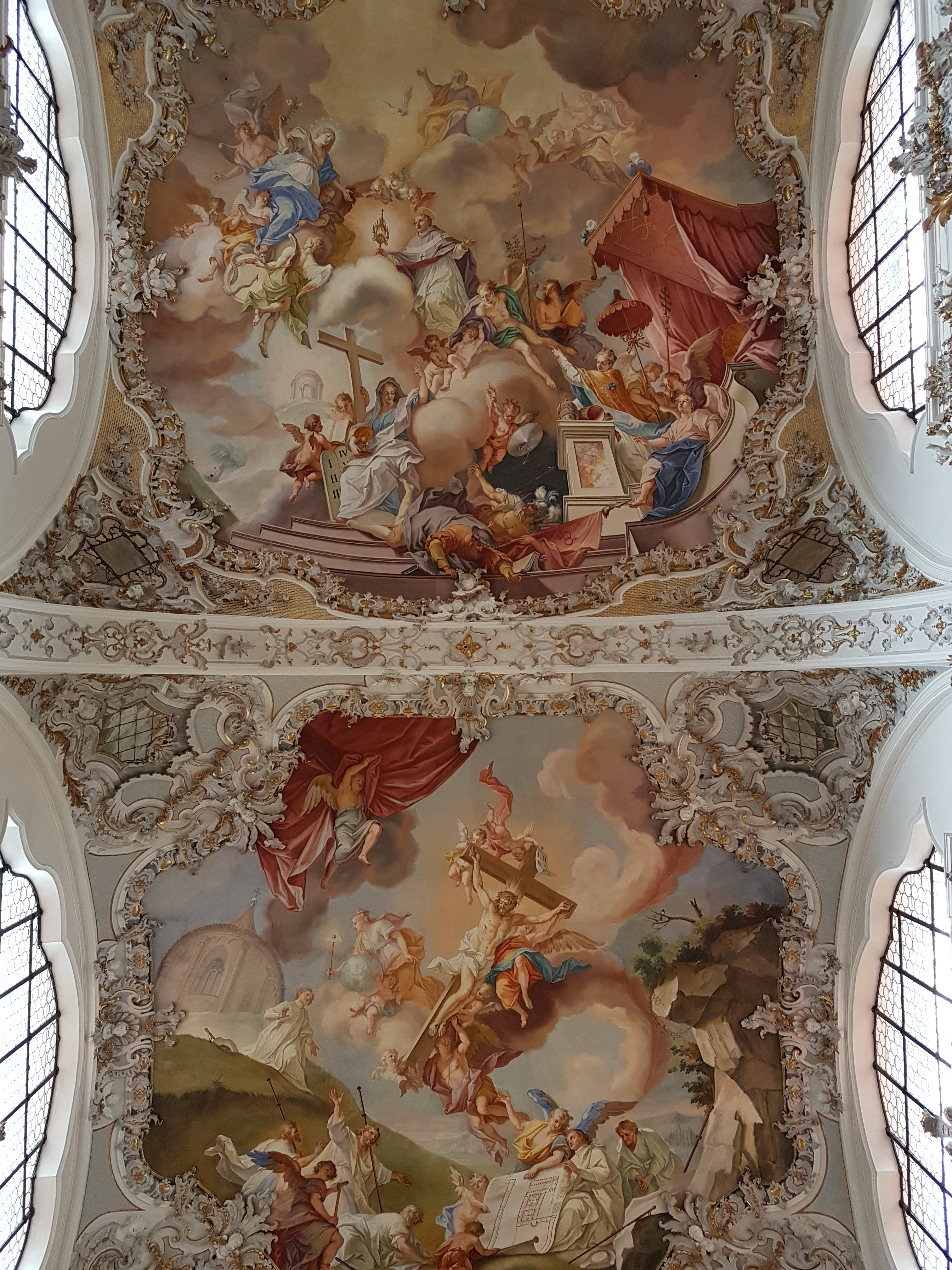
Vorderes und mittleres Mittelschiff-Fresko

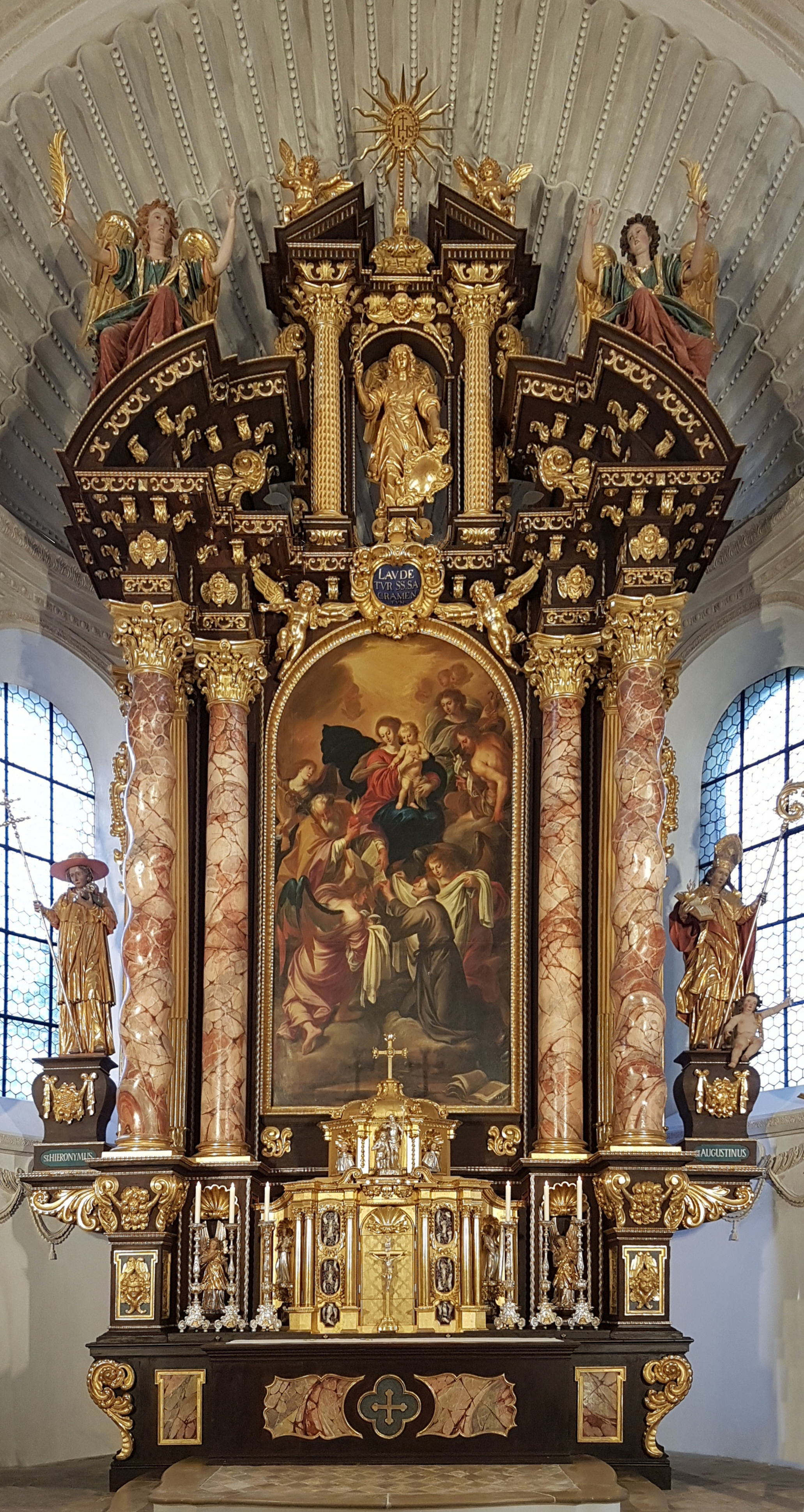
Hochaltar

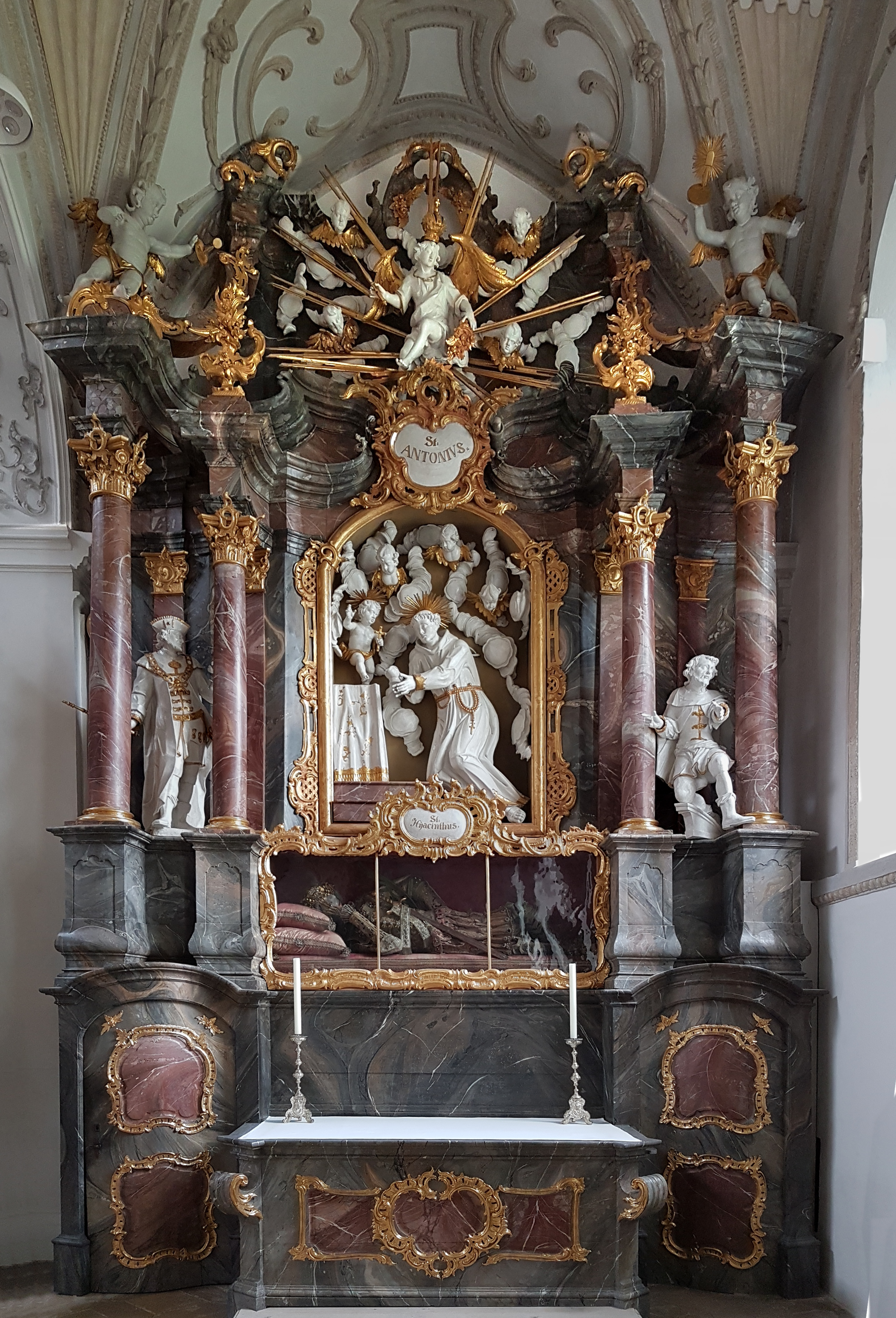
Antoniusaltar

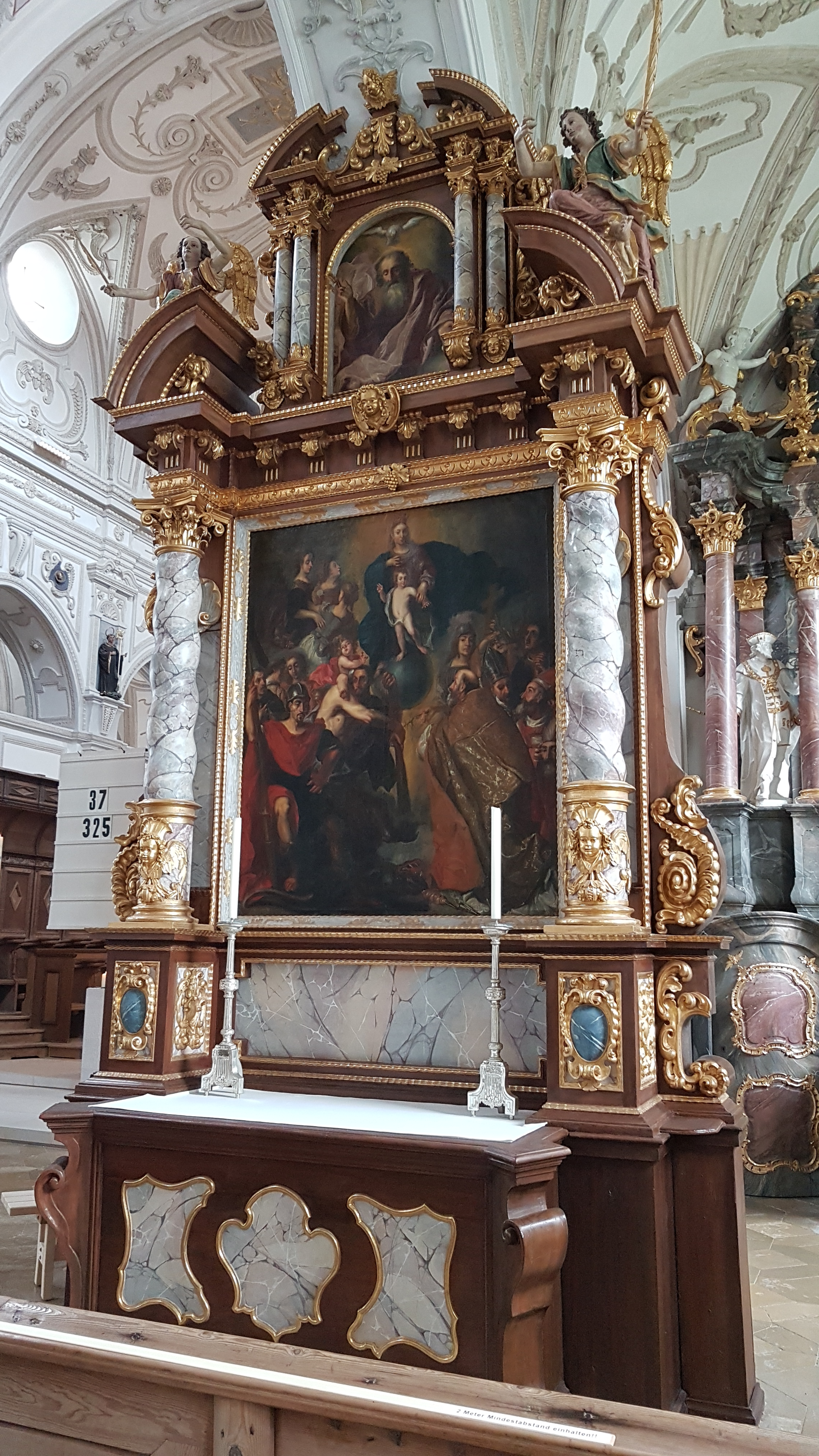
Vierzehn-Nothelfer-Altar

Steingaden repräsentiert wie die nahe Basilika in Altenstadt den Typus der alpenländischen querschiffslosen romanischen Basilika mit Doppelturmfassade und drei Apsiden. Die Nebenapsiden wurden allerdings nach der Zerstörung im Dreißigjährigen Krieg beseitigt.
Die Kirche ist innen 51 m lang (mit der Vorhalle 60 m) und 21 m breit. Die Höhe des Mittelschiffs beträgt 15 m. Außen ist die romanische Basilika noch deutlich zu erkennen. Im Westen steigen die beiden einfachen Türme bis zur Höhe von 35 m auf. Das alte Hauptportal hat sich in der spätgotischen Vorhalle gut erhalten. Das Tympanon aus dem Jahr 1964 ist eine freie Nachschöpfung des romanischen Originals (Fragment im Bayerischen Nationalmuseum in München).
Die Fensteröffnungen sind im südlichen Seitenschiff spätgotisch verändert. Die Obergaden des Mittelschiffes durchbrechen riesige, geschweifte Rokokofenster (um 1740/1750).
Die erhaltene Hauptapsis wird außen durch Blendarkaden mit Säulen und einen Zahnschnittfries unter der Dachtraufe belebt. Diese originalen hochmittelalterlichen Dekorationsformen finden sich auch an den Türmen und Hochwänden. Die einfachen Ziegelsatteldächer der Türme und des Hauptschiffs unterstreichen das eher karge Architekturbild, das in auffallendem Kontrast zum reich ausgestatteten Innenraum steht.

## Innenraum
In der spätgotischen Vorhalle mit ihren Netzgewölben hat sich mit der „Welfengenealogie“ (Nordwand) ein Rest der Renaissanceausmalung erhalten, die 1951 freigelegt wurde. Die Malereien zeigen die Stammfolge der Welfen vom Stammherrn Azzo bis zu Welf VII. und die Gründung der Klöster Rottenbuch und Weingarten. Das große Bildfeld rechts über der Tür illustriert den Leichenzug Herzog Welfs VI. (1191). Links neben dem spätgotischen Spitzbogen des Außenportals steht der Wappengrabstein des Hermann von Haldenberg († 1324).
Durch das gestufte romanische Säulenportal mit seinem modernen Tympanon gelangt man ins Hauptschiff der Basilika. Die hochmittelalterliche Substanz wurde mit einer prächtigen Rokokodekoration überzogen. Die Stuckaturen sind wahrscheinlich das Werk Franz Xaver Schmuzers (1740/1742), die Fresken stammen vom Augsburger Akademiedirektor Johann Georg Bergmüller (1741/1742). Die Gewölbeflächen zeigen im Osten die Vision des hl. Norbert, im Mitteljoch die Glorie des Heiligen, westlich ein Bild der Gründung des Klosters Steingaden. Die geschweiften Bildfelder der Hochwände ehren Heilige und Selige des Prämonstratenserordens. Auf der Unterseite der Westempore ist die Enthauptung Johannes des Täufers dargestellt. Neben dem Haupteingang wachen die Ganzfiguren der Herzöge Welf VI. und Welf VII.
In deutlichem Kontrast zur reichen Rokokoausstattung des Mittelschiffs stehen die strengen, hochbarocken Stuckaturen des Chorbereichs und die – etwas lockeren – der Seitenschiffe. Die Engel, Ranken, Voluten und Kartuschen (wohl von Matthäus und Johann Schmuzer, 1663), sind schematisch angeordnet, die kreuzförmigen bzw. ovalen Mittelfelder tragen die Monogramme von Jesus, Maria und Joseph und den Namen des Ordensgründers Norbert.

### Ausstattung
Der viersäulige Hochaltar entstand um 1663. Als ausführender Meister wird Jörg Pfeiffer aus dem benachbarten Bernbeuren vermutet. Das Altarblatt von Johann Christoph Storer (Konstanz) zeigt die Einkleidung des heiligen Norbert. Die Assistenzfiguren an den Außenseiten der Doppelsäulen stellen die Kirchenväter Hieronymus und Augustinus dar, sie wurden erst 1961 angefügt. Der Auszug zeigt die Pforte zur himmlischen Herrlichkeit. 
Auch die Seitenaltäre werden Pfeiffer zugeschrieben. Die Retabel am Chorbogen kamen erst 1835 in die Kirche. Die Altarblätter der beiden zeigen den Gekreuzigten mit Märtyrern des Ordens (rechts) und den heiligen Norbert als Sieger über den zu seinen Füßen liegenden Ketzer Tanchelm (links). Auf dem linken Säulenaltar stellen die Gemälde Überreichung des Rosenkranzes an die Heiligen Dominikus und Katharina und im Auszug die sogenannte Treppe des Heils dar, auf dem rechten Säulenaltar Die Vierzehn Nothelfer als Fürbitter vor dem göttlichen Kind und im Auszug den segnenden Gottvater mit der Heilig-Geist-Taube. Diese Gemälde fertigte der Maler Kindt frei nach Vorbildern von Giovanni Battista Salvi an.
Die Seitenschiffe werden von zwei Altären der Tölzer Meister Franz und Joseph Anton Fröhlich (1770) abgeschlossen. Vier Säulen flankieren jeweils kleinteilige Figurengruppen, die die Heiligen Joseph (links) und Antonius (rechts) mit einer Engelsschar darstellen. Auf den Mensen stehen Reliquienschreine, links des hl. Benignus und rechts des hl. Hyazinth.
Die prachtvolle Rokokokanzel (um 1745/1748) am mittleren Nordpfeiler stammt von Anton Sturm aus Füssen. Über dem muschelförmigen Korb bekrönt ein Engel den reich verzierten Schalldeckel. Ihr gegenüber ist ein Gnadenstuhl vom selben Künstler angebracht.
Das Chorgestühl (bezeichnet „H.S. 1534“, was für Heinrich Stark aus Memmingen steht) überstand die Zerstörung im Dreißigjährigen Krieg. Die vordere Reihe kam erst 1962 hinzu.
Die Beichtstühle datieren wohl von 1747. Das Taufbecken im Nordschiff ist romanisch, die große Statue des hl. Johannes des Täufers wird Anton Sturm zugeordnet (etwa 1745/1748). Der an den Seitenschiffwänden angebrachte Kreuzweg aus dem Jahr 1733 stammt von Ramis. Die Stuhlwangen des Laiengestühls wurden 1749 angefertigt.

#### Sebastianskapelle
Nördlich an der Vorhalle schließt sich die netzrippengewölbte, dem hl. Sebastian geweihte Kapelle an. Der Altar mit einem Sebastiansbild ist ein einfacher Aufbau des Frührokoko, neben dem Altar steht auf einem hohen Sockel eine große offenbar spätgotische Madonna.

#### Orgel

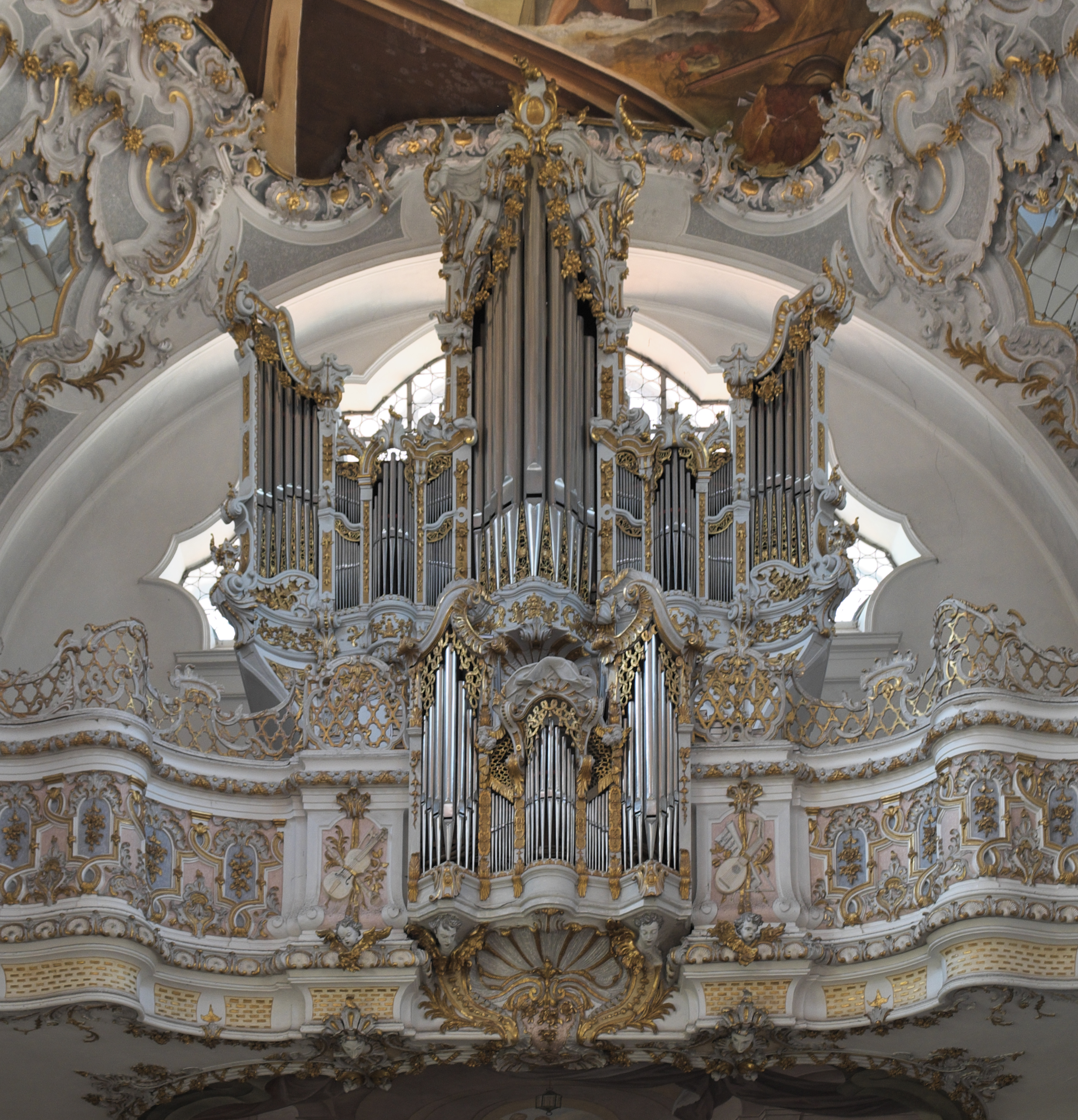
Orgelprospekt mit Rückpositiv

Die Orgel wurde 1964 von Gerhard Schmid hinter dem Prospekt von 1743 gebaut. Dabei wurden teilweise auch Pfeifen aus Vorgängerorgeln verwendet: vermutlich Quirin Weber 1743, Max Maerz 1880 und Josef Zeilhuber 1936. Das Instrument hat 27 Register auf zwei Manualen und Pedal. 1997 wurde sie von Gerhard Schmid leicht umgebaut. 2025 wurde das ehemalige Register Oktave 1´ im Rückpositiv durch Orgelbau Eduard Heißerer zu einer Quinte 1⅓´ umgebaut und umintoniert. Die Disposition lautet:
| II Hauptwerk C–g3 |        |     |
| Gedacktpommer     | 16′    | alt |
| Principal         | 8′     | alt |
| Gedackt           | 8′     | alt |
| Quintatön         | 8′     | alt |
| Salicional        | 8′     |     |
| Oktave            | 4′     |     |
| Spitzflöte        | 4′     |     |
| Nasat             | 2 ⁄3′  |     |
| Octave            | 2′     |     |
| Flautino          | 2′     |     |
| Terz              | 1 3⁄5′ |     |
| Mixtur V          | 1 ⁄3′  |     |
| Trompete          | 8′     |     |

| I Rückpositiv C–g3 |      |      |
| Copula             | 8′   | alt  |
| Principal          | 4′   | alt  |
| Gedacktflöte       | 4′   | alt  |
| Piccolo            | 2′   | neu  |
| Quinte             | 1⅓´  | 2025 |
| Cymbel III         | 1⁄2′ |      |
| Tremulant          |      |      |

| Pedal C–f1 |         |      |
| Subbaß     | 16′     | 1936 |
| Quintbaß   | 10 2⁄3′ |      |
| Octavbaß   | 8′      | 1936 |
| Gedacktbaß | 8′      |      |
| Pommer     | 4′      |      |
| Gemshorn   | 2′      |      |
| Trompete   | 8′      | neu  |
| Posaune    | 16′     |      |

- Koppeln:  I/II, II/P, I/P
- Bemerkungen: Schleiflade, mechanische Spiel- und Registertraktur

Die Chororgel (10 Register) mit Generalschweller wurde 2019 von Orgelbau Eduard Heißerer (Prem) gebaut und steht im linken Teil des Altarraumes. 

### Grabplatte, Epitaphien und Fresken der Stifter

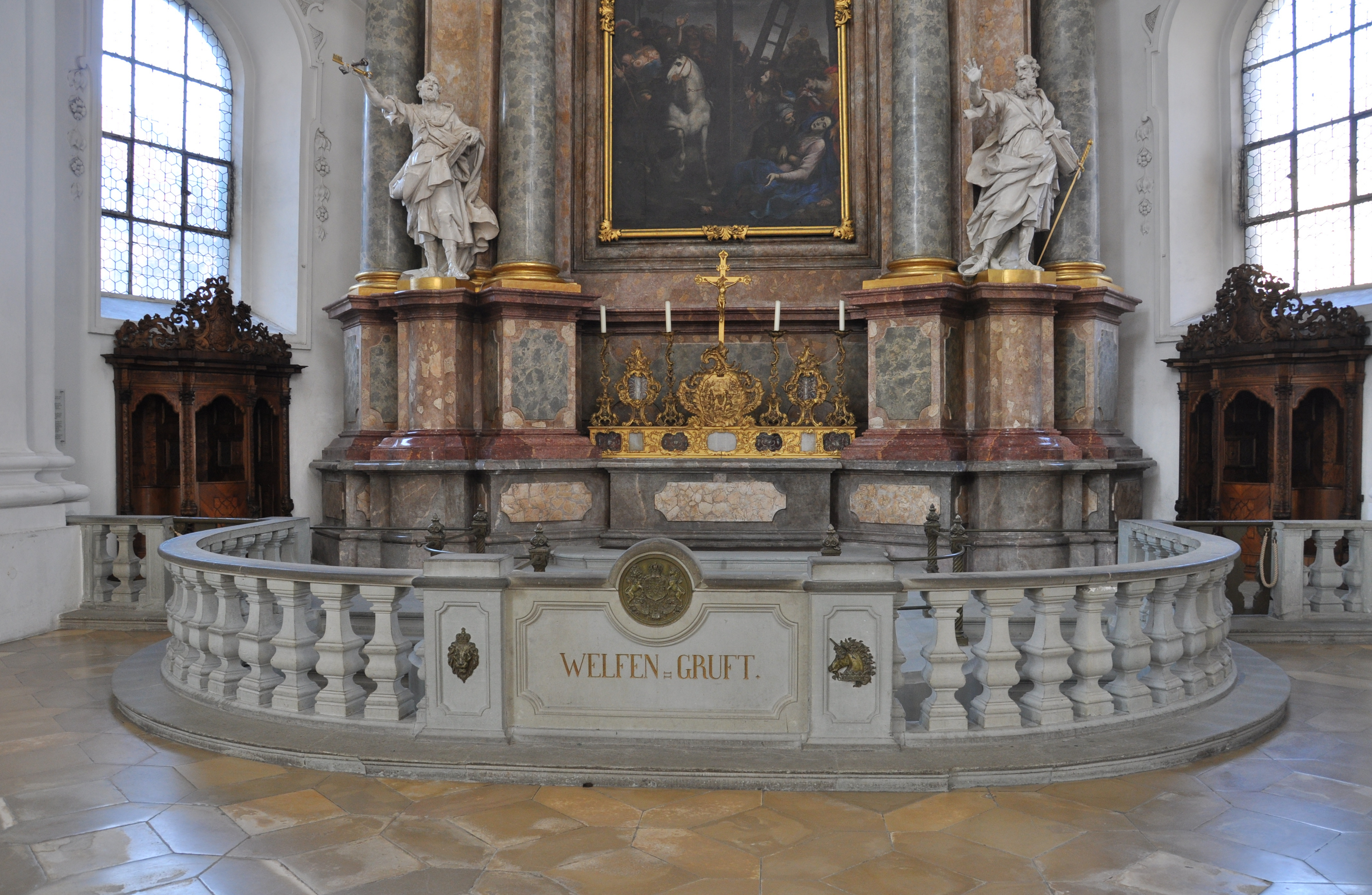
Eingang zur Welfengruft

Die Kirche heißt auch Welfenmünster, weil sie 1147 von Welf VI. als Grablege gestiftet wurde. In der Rezeption des 18. Jahrhunderts wurde dessen Sohn Welf VII., der damals erst sieben Jahre alt war, wie ein Mitstifter behandelt. Welf VII. starb vor seinem Vater im Jahr 1167, also noch vor Vollendung der Kirche. Beide sind in der Kirche bestattet.
Am zweiten Pfeilerpaar des Mittelschiffes wurden 1750 Epitaphien von Welf VI. (links) und Welf VII. (rechts) angebracht, deren Grab durch eine im Boden des Mittelgangs eingelassene Metallplatte angezeigt wird. Die Rahmungen der von Johann Baptist Straub geschaffenen Epitaphien bestehen aus Rotmarmor, die Darstellungen und Dekorationen aus Bleiguss.
Der lateinische Text der Grabplatte im Boden heißt auf Deutsch: „Unter dieser Platte sind verborgen die kostbaren Gebeine der erhabenen und mächtigen Fürsten von Bayern und Spoleto, des Vaters Welf VI. und des dem Vater an Tugend gleichen Sohnes Welf VII., deren Großherzigkeit das Bauwerk des von ihnen im Jahre 1147 gegründeten Stiftes Steingaden, in dessen Schoß sie hier ruhen, ewig kündet.“
Die beiden Welfen sind auch auf einem Fresko von Johann Georg Bergmüller über der Orgel abgebildet. Der Bau des Klosters ist dort bereits voll im Gang. Welf VI. und sein Sohn Welf VII. sind über einem Modell des Klosters im Gespräch mit dem Abt von Rot, der die Neugründung mit Chorherren seines Klosters besiedeln wird. Die beiden Welfen sind außerdem auf der Westwand auf überlebensgroßen Fresken von Bergmüller zu sehen: links vom Eingang Welf VI. und rechts davon Welf VII. Die Fresken von Bergmüller entstanden 1741/1742 und 1751.
Die Vorfahren der beiden hier bestatteten Welfen sind in der Welfengruft der Basilika St. Martin in der Abtei Weingarten bestattet.

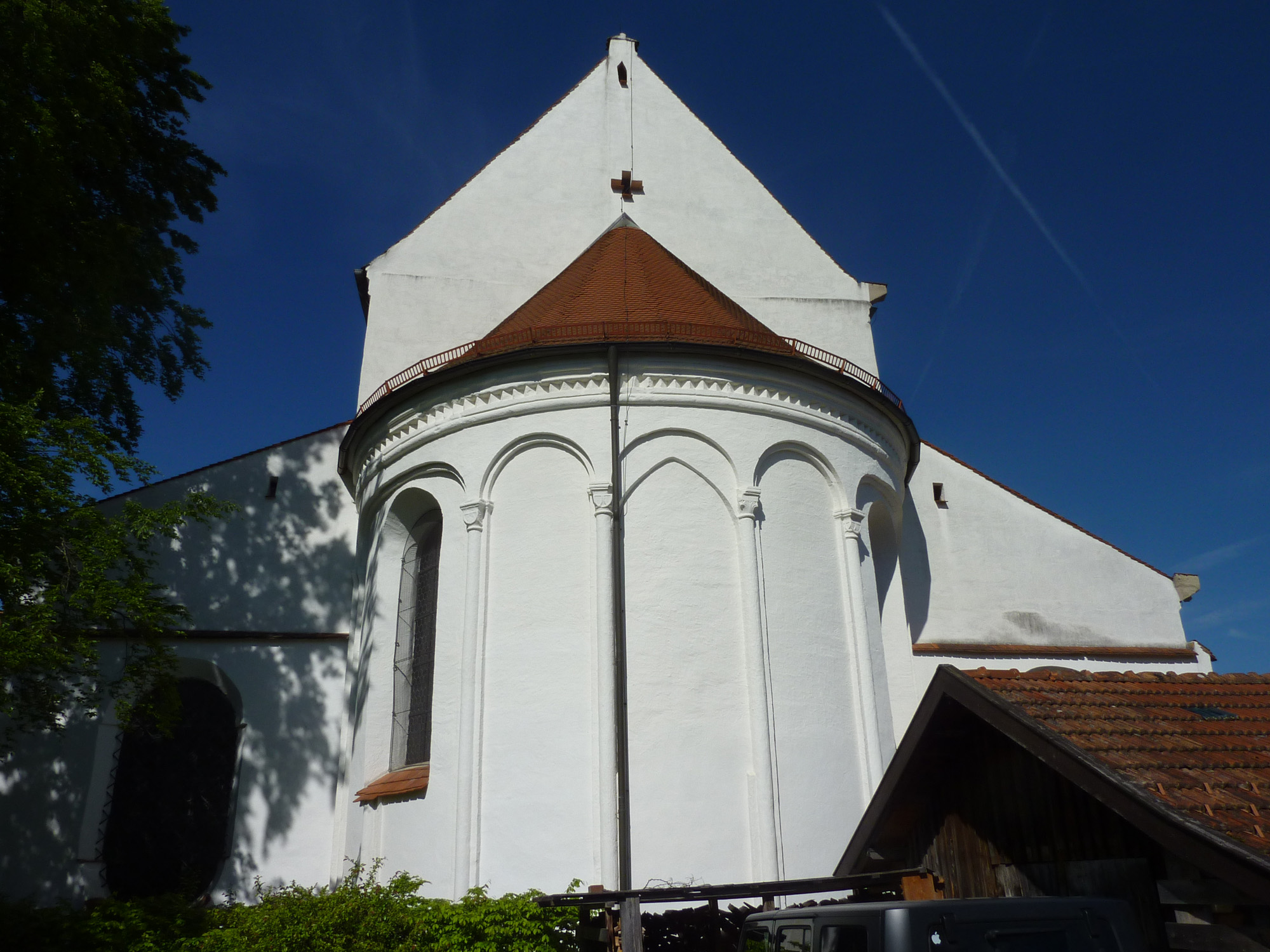
Romanische Chorapsis im Osten
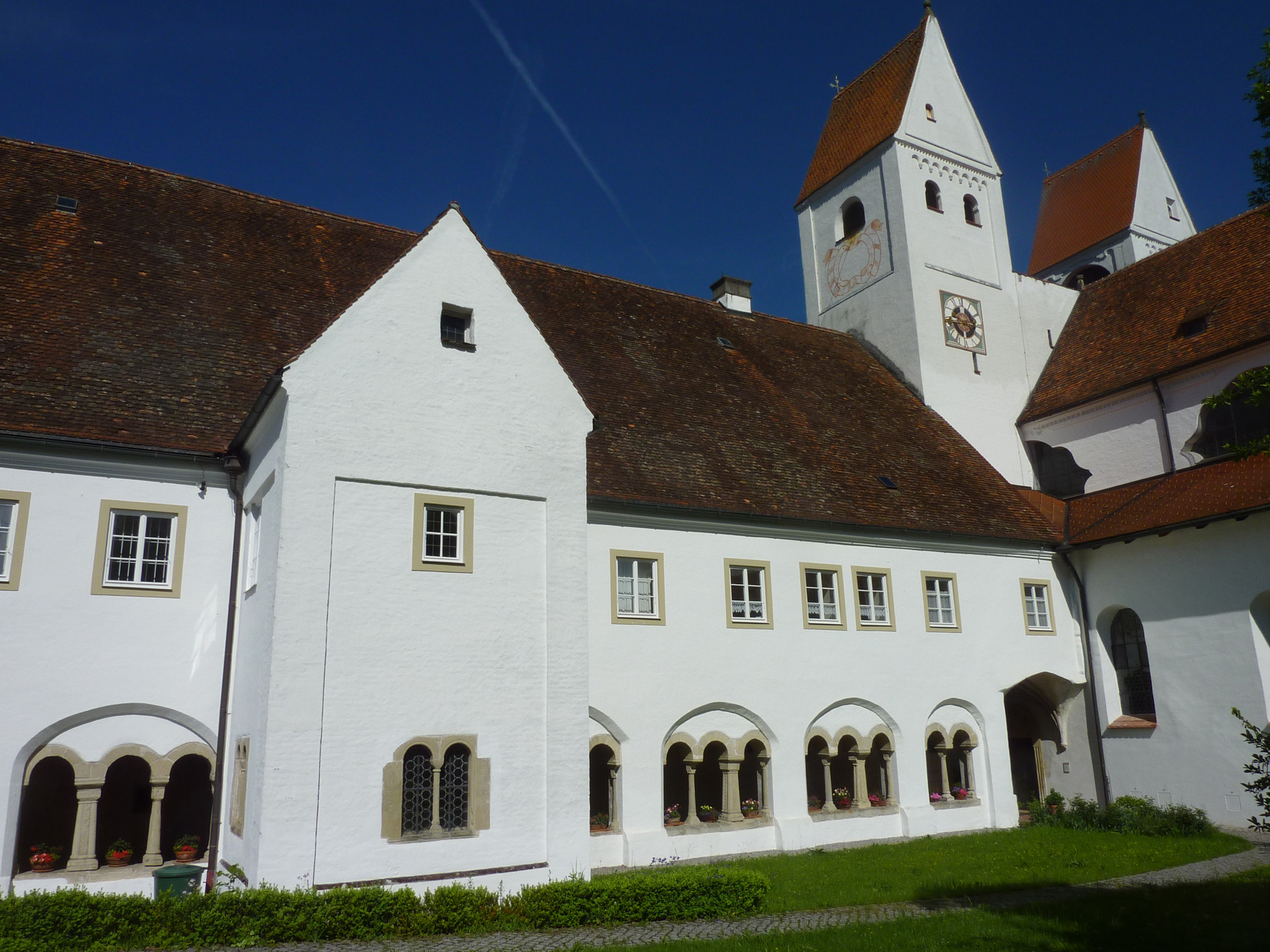
Blick von Südost mit angrenzendem Kreuzgangflügel und Brunnenkapelle
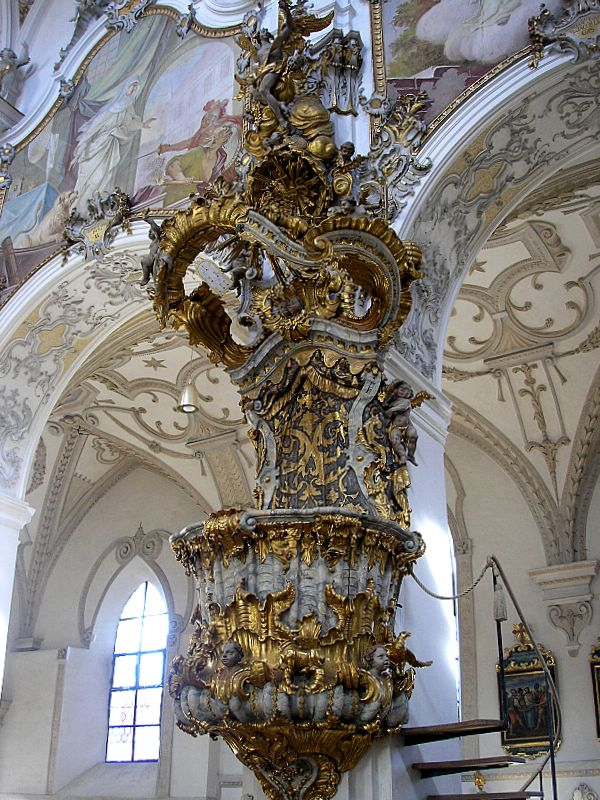
Rokokokanzel
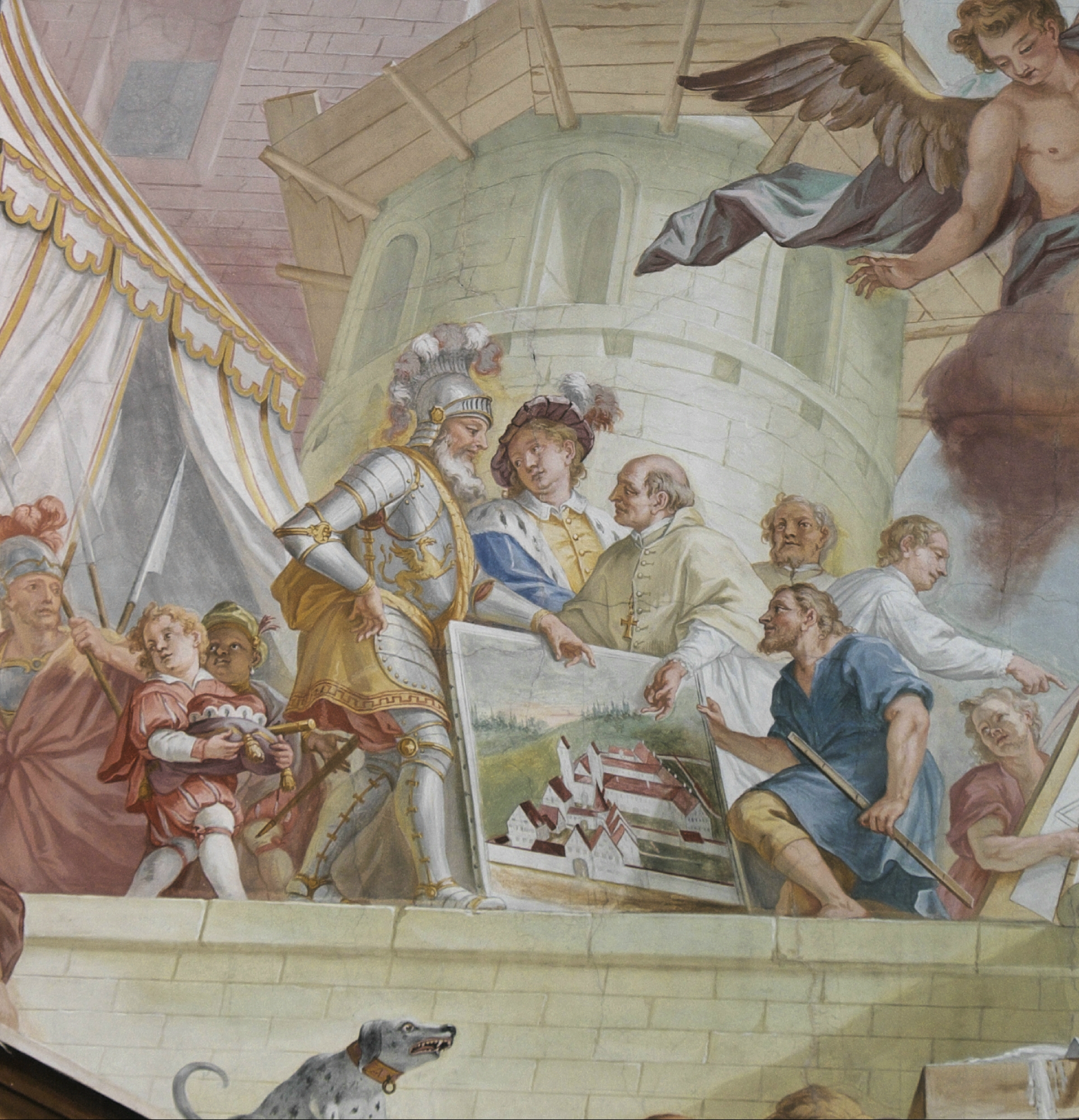
Fresko über der Orgel mit den Stiftern